# Ship Thieves
Ship Thieves ist eine US-amerikanische Punk-Rock-Band aus Gainesville, Florida.

## Geschichte
Ende der 2000er Jahre gründete der Gitarrist Chris Wollard die Band Chris Wollard & The Ship Thieves, um Songideen zu veröffentlichen, die nicht zu seiner Stammband Hot Water Music passten. Komplettiert wurde die Band durch den Gitarristen Addison Burns (Quit), den Bassisten Chad Darby (Samiam, The Enablers) und den Schlagzeuger Bobby Brown (ebenfalls The Enablers). Der Bandname stammt von dem Roman The Ship Thieves: The True Tale of James Porter, Colonial Pirate von Siân Rees. Die Band verhandelte mit Epitaph Records, unterzeichnete jedoch bei No Idea Records und veröffentlichte im Jahre 2008 das selbst betitelte Debütalbum.
Nach einer Split-Single mit der Band Drag the River folgte 2012 das zweite Studioalbum Canyons. 2016 erschien das dritte Album No Anchor, bei dem die Band ihren Namen auf Ship Thieves kürzte. Am 12. März 2021 veröffentlichte die Band über ihr neues Label Chunksaah Records ihr viertes Studioalbum Irruption, das von Ryan Williams produziert wurde. Kurz zuvor veröffentlichte die Band eine Split-Single mit der Band Reconceiler.

## Diskografie

### Alben
- 2008: Chris Wollard & The Ship Thieves (als Chris Wollard & The Ship Thieves, No Idea Records)
- 2012: Canyons (als Chris Wollard & The Ship Thieves, No Idea Records)
- 2016: No Anchor (No Idea Records)
- 2021: Irruption (Chunksaah Records)

### Singles
- 2009: Split 7inch (Split mit Drag the River, Hometown Caravan)
- 2010: Anybody Else / Left to Lose (Sound Study Recordings)
- 2013: How Much Shit Can You Take? / Aliens (No Idea Records)
- 2021: Ship Thieves / Reconceiler (Split mit Reconceiler, A-F Records)